# أليسيا كينوشيتا
أليسيا كينوشيتا (باليابانية: 木下アリーシア) هي ربانة ‏ يابانية، ولدت في 1967 في كوبنهاغن في الدنمارك.

## وصلات خارجية
- أليسيا كينوشيتا على موقع الاتحاد الدولي للملاحة الشراعية (موقع جديد) (الإنجليزية)
- أليسيا كينوشيتا على موقع الاتحاد الدولي للملاحة الشراعية (موقع قديم) (الإنجليزية)
- أليسيا كينوشيتا على موقع اللجنة الأولمبية الدولية (الإنجليزية)
- أليسيا كينوشيتا على موقع أوليمبيديا (الإنجليزية)